# Zuurstofcascade
De zuurstofcascade is de daling van de partiële druk van zuurstof tijdens het transport van de omgeving naar de mitochondriën in de cellen van Eukaryoten. Dit bestaat uit meerdere opeenvolgende processen als in een cascade, een trapsgewijze opeenvolging van kleine watervallen. Alleen de zuurstof die bij de laatste trap nog aanwezig is, is beschikbaar voor de mitochondriën. De partiële zuurstofdruk bij de mitochondriën moet voldoende zijn om diffusie naar hen te laten plaatsvinden om zo te voorzien in de zuurstofbehoefte van de aerobe dissimilatie daar.
De cascade bestaat uit de overgangen van de partiële druk in de buitenlucht, de alveolaire concentratie, het arterieel bloed, het capillair bloed en de mitochondriën.
Vanwege een beveiligingsprobleem met de MediaWiki Graph-software is het momenteel niet mogelijk deze grafiek weer te geven. Zodra de software is bijgewerkt zal de grafiek vanzelf weer zichtbaar worden.
De eerste stap is het transport van buitenlucht naar de longblaasjes en deze ademhaling vindt plaats door convectie of stromingstransport. Hierbij daalt de partiële zuurstofdruk van ongeveer 20 hPa naar zo'n 13 hPa. Daarna gaat de zuurstof via diffusie door het epitheel naar het bloed, waarbij de partiële druk in gezonde longen zo'n 0,7 hPa daalt. Vervolgens treedt convectie op tussen arterieel bloed en bloed in de haarvaten, waarin de gemiddelde partiële druk rond de 9 hPa ligt. Deze druk wordt bepaald door de snelheid waarmee het bloed naar de haarvaten stroomt en de opname door de cellen. Bij die laatste stap treedt diffusie op doordat de mitochondriën met vooral glucose continue zuurstof omzetten in koolstofdioxide en water en zo de partiële zuurstofdruk in de cel laten zakken. Om de aerobe dissimilatie goed te laten verlopen, moet de partiële zuurstofdruk hier minimaal 0,1 hPa zijn.
Tijdens zware inspanning werken alle systemen dicht bij de maximale capaciteit om de mitochondriale partieeldruk op peil te houden. Bij diersoorten die over een groot uithoudingsvermogen beschikken, zijn onder meer het ademhalingsstelsel en de bloedsomloop hiervoor geoptimaliseerd.